# David Moufang
David Moufang ou Move D est un producteur de musique électronique né en 1966 à Heidelberg (Allemagne). Il compose principalement de l'ambient, avant de s'intéresser à la musique techno. Ses productions solos sont signées Move D, tandis que ses collaborations avec Jonas Grossman se font sous le nom de Deep Space Network.

## Discographie
Albums
- Deep Space Network - Big Rooms, Source Records, 1993
- Deep Space Network - Earth to Infinity, Source Records, 1993
- Earth to Infinity - Earth to Infinity, Silent Records, 1994
- Deep Space Network - Big Rooms, Instinct Records, 1994
- Reagenz (with Jonah Sharp) - Reagenz, Source Records, 1994
- Reagenz (with Jonah Sharp) - Reagenz, Reflective Records, 1994
- Dr. Atmo & Deep Space Network - i.f., FAX Records, 1994
- Dr. Atmo & Deep Space Network - i.f. 2, FAX Records, 1994
- Koolfang - Jambient, FAX Records, 1995
- Koolfang - Gig In the Sky, FAX Records, 1995
- David Moufang - Solitaire, FAX Records, 1995
- Move D - Kunststoff, Source Records, 1995
- Deep Space Network - Traffic, km 20, km2001, 1996
- Move D & Pete Namlook - Exploring the Psychedelic Landscape, FAX Records, 1996
- Move D - Cymbelin, Warp Records, 1996
- Deep Space Network Meets Higher Intelligence Agency, Source Records, 1997
- Move D & Pete Namlook - A Day In the Live!, FAX Records, 1997
- Deep Space Network - Traffic / dsn live '95, mp3.com, 1999
- Move D & Thomas Meinecke - Tomboy / Freud's Baby, Intermedium Recordings/Indigo, 1999
- Move D & Pete Namlook - The Retro Rocket, FAX Records, 1999
- Conjoint - Earprints, Source Records, 2000
- Move D & Pete Namlook - Wired, FAX Records, 2001
- Move D & Pete Namlook - Live In Heidelberg 2001, FAX Records, 2001
- Move D & Benjamin Brunn - Songs from the Beehive, Smallville, 2008
- Move D - Namlook XXIII: Stranger III, FAX Records, 2010
- Move D - fabric 74: Move D, Fabric Records, 2014
- Move D - The Silent Orbiter, ...txt, 2014

Singles
- Dan Jordan - Slamdunk / Michigan Flake 12", United States of Mars
- d-man / move d - homeworks vol.1 12", Source Records, 1995
- move d - homeworks vol.2 12", Source Records
- robert gordon & david moufang - view to view 12", Source Records
- deep space network - heavy days 12", Source Records
- jonah sharp & david moufang - reagenz 12", Source Records
- ro 70 meets move d 12", Source Records, ?
- move d & ro 70 ii 12", Source Records, ?
- Move D - Hurt Me 12", Compost, ?
- Move D - "Eine kleine Nachtmusik" 12", Fifth Freedom/Soma, ?
- Move D / Sutekh - "Split 10"" 12", Plug Research